# Ерта Але
Ерта Але или Ертале (на амхарски: ኤርታሌ; на английски: Ertale или Irta'ale) е постоянно активен базалтов щитовиден вулкан на в региона Афар в североизточна Етиопия. Разположен е в депресията Афар, пустинна, безплодна земя. Ерта Але е най-активният вулкан в Етиопия.

## Геология
Ерта Але е висок 613 m, с едно или понякога две активни езера от лава на върха, които от време на време се преливат от южната страна на вулкана. Този вулкан е забележителен с това, че поддържа най-дълго съществуващото езеро от лава, съществуващо от ранните години на ХХ век (1906 г.). Вулканите с езера от лава са много редки, като има само осем в света.
Erta Ale означава „пушеща планина“ на местния афарски език, а най-южният ѝ кратер е известен с местното си име „Портата към ада“. През 2009 г. кратерът е картографирана от екип от Би Би Си, използвайки триизмерни лазерни техники, за да може екипът за картографиране да поддържа дистанция и да избягва ужасно високите температури на езерата.
Ерта Але е разположен основно върху източноафриканската рифтова система, която е тройна връзка, чиито движения водят до образуването на разтегнат басейн или разлом. Вулканът включва предимно мафичен материал, който е издигнат на повърхността поради разкриване на мантията вследствие на тази рифтова формация. 
На 25 септември 2005 г. има голямо изригване, което убива 250 глави добитък и принуждава хиляди местни жители да избягат. През август 2007 г. има допълнителен поток от лава, което довежда до евакуацията на стотици хора и изчезването на двама души. Учени от университета в Адис Абеба съобщават за изригване на 4 ноември 2008 г. Отчетено е друго изригване през януари 2017 г.
- Изглед към Ерта Але от базовия лагер
- Вулканът Ерта Але (EA) и Етиопските планини (EH), както се вижда от космоса
- Лавовото езеро в калдерата на Ерта Але
- Активност на лавовото езеро през януари 2018 г.
- Поле от застинала лава на върха

## Пътуване до Ерта Але
За Ерта Але не се знае много, а околният терен е един от най-негостоприемните на Земята, което прави пътуването трудно и опасно. Регионът на Афар също преживява периодично етническо насилие поради борбата за обединение от местните афари. На 16 януари 2012 г. група европейски туристи е нападната в Ерта Але. Петима туристи са убити, двама взети като заложници, а други седем ранени. Фронтът за революционно демократично единство „Афар“ поема отговорността за нападението и освобождава двамата отвлечени туристи през март 2012 г. Един пътеводител препоръчва наемането на „един или може би двама въоръжени пазачи или полиция“ като насока при посещение на Ерта Але. Търговските туристически компании предлагат пътуване до Ерта Але, което обикновено е придружавано от военен ескорт.
През декември 2017 г. немски турист е прострелян смъртоносно, докато се спуска от Ерта Але.

## В популярната култура
Езерото от лава на Ерта Але е показано за кратко по време на филма от 2010 г. „Сблъсъкът на титаните“ по време на пътуването, в което Персей пътува до подземния свят. Ерта Але е представен в документалния филм на Вернер Херцог от 2016 г. Into the Inferno.